# Algarrobo (meteoryt)
Algarrobo – meteoryt żelazny należący do oktaedrytów drobnoziarnistych grupy I AB, znaleziony w 1959 roku na pustyni Atacama, w pobliżu kopalni żelaza Algarrobo w Chile. Meteoryt zawiera: 8,29% Niklu, 0,668% Galu, 0,32% Germanu, 0,101% Irydu. Z miejsca znalezienia udało pozyskać się 1280 g materii meteorytowej.